# ميخائيل دوبز
ميخائيل دوبز (بالإنجليزية: Michael Dobbs)‏ هو كاتب أمريكي، ولد في 1950.

## وصلات خارجية
- الموقع الرسمي